# Königlich Preußische Militär-Eisenbahn
| Militärbahnhof Berlin in Schöneberg 1902 |                                                            |                                                                 |                                                                 |
| Streckenverlauf |                                                            |                                                                 |                                                                 |
| Streckennummer (DB): | 6514 (Zossen–Jüterbog)                                     |                                                                 |                                                                 |
| Kursbuchstrecke (DB): | zuletzt 206.31 (Zossen–Jüterbog)                           |                                                                 |                                                                 |
| Kursbuchstrecke: | 98f (Zossen - Jüterbog 1934) 102c (Zossen - Jüterbog 1946) |                                                                 |                                                                 |
| Streckenlänge: | 70,5 km                                                    |                                                                 |                                                                 |
| Spurweite: | 1435 mm (Normalspur)                                       |                                                                 |                                                                 |
| |                                                            |                                                                 |                                                                 |
| Streckenzustand |                                                            |                                                                 |                                                                 |
| bis km 30,5 | ~1919 abgebrochen                                          |                                                                 |                                                                 |
| km 30,5–40,0 | 1998 stillgelegt                                           |                                                                 |                                                                 |
| km 40,0–70,5 | 1996 stillgelegt                                           |                                                                 |                                                                 |
| \| \| 0,0 \| Berlin Militärbahnhof (bis 1919, später Berlin Kolonnenstraße) \| Berlin Militärbahnhof (bis 1919, später Berlin Kolonnenstraße) \| \| \| 7,5 \| Berlin-Marienfelde \| Berlin-Marienfelde \| \| \| 14,5 \| Mahlow \| Mahlow \| \| \| 22,0 \| Rangsdorf \| Rangsdorf \| \| \| ~30,4 \| von Dresdener Bahn (nach 1919) \| von Dresdener Bahn (nach 1919) \| \| \| 30,5 \| Zossen Militärbf \| Zossen Militärbf \| \| \| \| Anschlussgleis Borsig I. \| \| \| \| \| Anschlussgleis Borsig II. \| \| \| \| 35,0 \| Mellen-Saalow (jetzt Mellensee-Saalow) \| Mellen-Saalow (jetzt Mellensee-Saalow) \| \| \| \| Anschlussgleis Borsig III. \| \| \| \| 37,5 \| Rehagen-Clausdorf (heute Rehagen-Klausdorf) \| Rehagen-Clausdorf (heute Rehagen-Klausdorf) \| \| \| \| Anschlussgleis Ziegelei Clausdorf \| \| \| \| \| Anschlussgleis Ziegelei Rehagen \| \| \| \| \| Anschlussgleis Metallbau Sperenberg (nach 1918/19) \| \| \| \| 40,0 \| Sperenberg \| Sperenberg \| \| \| \| Anschlussgleis zum Flughafen Sperenberg (nach 1918/19) \| \| \| \| \| Anschlussgleis Gipswerke Sperenberg (nach 1918/19) \| \| \| \| 45,5 \| Schießplatz Kummersdorf (jetzt Kummersdorf-Gut) \| Schießplatz Kummersdorf (jetzt Kummersdorf-Gut) \| \| \| \| Anschlussgleis Schießplatz \| \| \| \| \| Anschlussgleis Lager Schießplatz (nach 1918/19) \| \| \| \| \| Anschlussgleis Holzverarbeitung Schönefeld (nach 1918/19) \| \| \| \| 49,0 \| Schönefeld (Kr Luckenwalde) (jetzt Schönefeld (b. Luckenwalde)) \| Schönefeld (Kr Luckenwalde) (jetzt Schönefeld (b. Luckenwalde)) \| \| \| 56,0 \| Jänickendorf (Ende der Draisinenbahn, bis Jüterbog erhalten) \| Jänickendorf (Ende der Draisinenbahn, bis Jüterbog erhalten) \| \| \| 60,0 \| Kolzenburg (nach 1970 abgebrochen) \| Kolzenburg (nach 1970 abgebrochen) \| \| \| \| Anschlussgleis Truppenübungsplatz Heidehof \| \| \| \| 65,0 \| Werder-Zinna (jetzt Werder b. Jüterbog) \| Werder-Zinna (jetzt Werder b. Jüterbog) \| \| \| ~70,0 \| nach Bahnhof Jüterbog (Staatsbahn, nach 1919) \| nach Bahnhof Jüterbog (Staatsbahn, nach 1919) \| \| \| 70,5 \| Jüterbog Militärbf (nach 1922 außer Betrieb) \| Jüterbog Militärbf (nach 1922 außer Betrieb) \| |                                                            |                                                                 |                                                                 |
| Kopfbahnhof Streckenanfang (Strecke außer Betrieb) | 0,0                                                        | Berlin Militärbahnhof (bis 1919, später Berlin Kolonnenstraße)  | Berlin Militärbahnhof (bis 1919, später Berlin Kolonnenstraße)  |
| Bahnhof (Strecke außer Betrieb) | 7,5                                                        | Berlin-Marienfelde                                              | Berlin-Marienfelde                                              |
| Bahnhof (Strecke außer Betrieb) | 14,5                                                       | Mahlow                                                          | Mahlow                                                          |
| Bahnhof (Strecke außer Betrieb) | 22,0                                                       | Rangsdorf                                                       | Rangsdorf                                                       |
| Abzweig geradeaus und von links (Strecke außer Betrieb) | ~30,4                                                      | von Dresdener Bahn (nach 1919)                                  | von Dresdener Bahn (nach 1919)                                  |
| Bahnhof (Strecke außer Betrieb) | 30,5                                                       | Zossen Militärbf                                                | Zossen Militärbf                                                |
| Abzweig geradeaus und nach links (Strecke außer Betrieb) |                                                            | Anschlussgleis Borsig I.                                        | Anschlussgleis Borsig I.                                        |
| Abzweig geradeaus und nach links (Strecke außer Betrieb) |                                                            | Anschlussgleis Borsig II.                                       | Anschlussgleis Borsig II.                                       |
| Bahnhof (Strecke außer Betrieb) | 35,0                                                       | Mellen-Saalow (jetzt Mellensee-Saalow)                          | Mellen-Saalow (jetzt Mellensee-Saalow)                          |
| Abzweig geradeaus und von rechts (Strecke außer Betrieb) |                                                            | Anschlussgleis Borsig III.                                      | Anschlussgleis Borsig III.                                      |
| Bahnhof (Strecke außer Betrieb) | 37,5                                                       | Rehagen-Clausdorf (heute Rehagen-Klausdorf)                     | Rehagen-Clausdorf (heute Rehagen-Klausdorf)                     |
| Abzweig geradeaus und von links (Strecke außer Betrieb) |                                                            | Anschlussgleis Ziegelei Clausdorf                               | Anschlussgleis Ziegelei Clausdorf                               |
| Abzweig geradeaus und nach rechts (Strecke außer Betrieb) |                                                            | Anschlussgleis Ziegelei Rehagen                                 | Anschlussgleis Ziegelei Rehagen                                 |
| Abzweig geradeaus und von links (Strecke außer Betrieb) |                                                            | Anschlussgleis Metallbau Sperenberg (nach 1918/19)              | Anschlussgleis Metallbau Sperenberg (nach 1918/19)              |
| Bahnhof (Strecke außer Betrieb) | 40,0                                                       | Sperenberg                                                      | Sperenberg                                                      |
| Abzweig geradeaus und nach rechts (Strecke außer Betrieb) |                                                            | Anschlussgleis zum Flughafen Sperenberg (nach 1918/19)          | Anschlussgleis zum Flughafen Sperenberg (nach 1918/19)          |
| Abzweig geradeaus und nach links (Strecke außer Betrieb) |                                                            | Anschlussgleis Gipswerke Sperenberg (nach 1918/19)              | Anschlussgleis Gipswerke Sperenberg (nach 1918/19)              |
| Bahnhof (Strecke außer Betrieb) | 45,5                                                       | Schießplatz Kummersdorf (jetzt Kummersdorf-Gut)                 | Schießplatz Kummersdorf (jetzt Kummersdorf-Gut)                 |
| Abzweig geradeaus und nach rechts (Strecke außer Betrieb) |                                                            | Anschlussgleis Schießplatz                                      | Anschlussgleis Schießplatz                                      |
| Abzweig geradeaus und von links (Strecke außer Betrieb) |                                                            | Anschlussgleis Lager Schießplatz (nach 1918/19)                 | Anschlussgleis Lager Schießplatz (nach 1918/19)                 |
| Abzweig geradeaus und nach rechts (Strecke außer Betrieb) |                                                            | Anschlussgleis Holzverarbeitung Schönefeld (nach 1918/19)       | Anschlussgleis Holzverarbeitung Schönefeld (nach 1918/19)       |
| Bahnhof (Strecke außer Betrieb) | 49,0                                                       | Schönefeld (Kr Luckenwalde) (jetzt Schönefeld (b. Luckenwalde)) | Schönefeld (Kr Luckenwalde) (jetzt Schönefeld (b. Luckenwalde)) |
| Bahnhof (Strecke außer Betrieb) | 56,0                                                       | Jänickendorf (Ende der Draisinenbahn, bis Jüterbog erhalten)    | Jänickendorf (Ende der Draisinenbahn, bis Jüterbog erhalten)    |
| Bahnhof (Strecke außer Betrieb) | 60,0                                                       | Kolzenburg (nach 1970 abgebrochen)                              | Kolzenburg (nach 1970 abgebrochen)                              |
| Abzweig geradeaus und von links (Strecke außer Betrieb) |                                                            | Anschlussgleis Truppenübungsplatz Heidehof                      | Anschlussgleis Truppenübungsplatz Heidehof                      |
| Bahnhof (Strecke außer Betrieb) | 65,0                                                       | Werder-Zinna (jetzt Werder b. Jüterbog)                         | Werder-Zinna (jetzt Werder b. Jüterbog)                         |
| Abzweig geradeaus und nach links (Strecke außer Betrieb) | ~70,0                                                      | nach Bahnhof Jüterbog (Staatsbahn, nach 1919)                   | nach Bahnhof Jüterbog (Staatsbahn, nach 1919)                   |
| Kopfbahnhof Streckenende (Strecke außer Betrieb) | 70,5                                                       | Jüterbog Militärbf (nach 1922 außer Betrieb)                    | Jüterbog Militärbf (nach 1922 außer Betrieb)                    |

Die Königlich Preußische Militär-Eisenbahn, auch Königliche Militär-Eisenbahn (K.M.E.) genannt, war eine staatliche, vom preußischen Heer betriebene Bahnstrecke zwischen Schöneberg (ab 1920 zu Großberlin) und Kummersdorf. Die Strecke wurde 1875 eröffnet und 1897 bis Jüterbog verlängert. Bis Zossen verlief die Militäreisenbahn parallel zu den Gleisen der Dresdener Bahn, von dort weiter auf eigener Trasse nach Südwesten in Richtung Jüterbog an der Anhalter Bahn.
1920 wurde als Folge des Versailler Vertrags die Militäreisenbahn als Truppenteil aufgelöst. Die Anlagen gingen in die Zuständigkeit der zivilen Eisenbahnverwaltung über. Auf dem Streckenabschnitt zwischen Berlin und Zossen wurde der Betrieb eingestellt, die Streckengleise wurden bald abgebaut. Die ehemaligen Militärbahnhöfe in Marienfelde, Mahlow, Rangsdorf und Zossen wurden den zivilen Bahnhöfen zugeschlagen und teilweise umgebaut. Der Berliner Militärbahnhof wurde zu einem zivilen Güterbahnhof.
Die Bahnstrecke Zossen–Jüterbog blieb erhalten und wurde ab 1920 als zivile Eisenbahnstrecke genutzt. In der zweiten Hälfte der 1990er Jahre wurde der Verkehr eingestellt. Die Strecke wird teilweise für den touristischen Draisinenverkehr genutzt.
Die erhalten gebliebenen Anlagen der Militäreisenbahn im Landkreis Teltow-Fläming stehen unter Denkmalschutz. Das betrifft die komplette Strecke mit den zugehörigen Gebäuden zwischen Zossen und Jüterbog sowie die Bahnhofsgebäude der Militärbahn in den Bahnhöfen Mahlow und Rangsdorf auf dem Abschnitt zwischen Berlin und Zossen.

## Geschichte

### Errichtung der Strecke

Karte von Berlin von 1893:
an der vom Anhalter Bahnhof südwärts führenden Strecke ist neben dem Übungsplatz des Eisenbahnregiments der Berliner Militärbahnhof und die hier beginnende Militärbahnstrecke eingetragen.

Nach dem Ende des Deutsch-Französischen Kriegs sollte den Eisenbahntruppen mit dieser Strecke ein Übungsgelände zur Verfügung gestellt werden, da sich in den vorangegangenen Kriegen die strategische Bedeutung der Eisenbahn erheblich erhöht hatte. Am 22. April 1872 beschloss das Kriegsministerium den Bau und Betrieb einer normalspurigen, eingleisigen Militäreisenbahn und sah zu diesem Zweck 750.000 Taler aus den französischen Reparationszahlungen vor. Hierfür wurde am 9. Januar 1873 mit der Berlin-Dresdener Eisenbahn-Gesellschaft ein Vertrag, eine sog. Punktation, geschlossen. Der Gesellschaft wurde zum Bau des Dresdener Bahnhofs militärfiskalisches Gelände zwischen den Güterbahnhöfen der Anhalter und der Potsdamer Bahn zum Kauf überlassen. Dafür übernahm sie den Erwerb und die Herstellung des Planums, den Bau des Bahnkörpers und der Brücken und die Beschaffung des Oberbau- und Betriebsmaterials für die Militärbahn. Das Eisenbahn-Bataillon war für die Verlegung des Oberbaus und das Schütten der Bettung zuständig.
Die Vorarbeiten für die Strecke von Zossen über Sperenberg zum Artillerie-Schießplatz bei Kummersdorf begannen am 18. Februar 1873. Auf der – durch Anregung des Regierungsbaurats Dulon geänderten – Streckenführung erwartete man Einnahmen aus dem Güterverkehr der anliegenden Gipsfabriken und Ziegeleien sowie durch Holztransporte aus dem Kummersdorfer Staatsforst.
Die Stammstrecke zwischen Berlin und Zossen für die zunächst ausschließlich militärische Nutzung entstand unmittelbar westlich der Bahnstrecke Berlin–Dresden. Am 26. Februar 1874 wurde mit dem Bau begonnen, im August 1874 wurde von Berlin wie auch von Zossen aus die Verlegung der Gleise aufgenommen. Die beiden Bautrupps des Bataillons trafen sich am 20. April 1875, der Gleisbau zum Schießplatz wurde im Juli jenes Jahres abgeschlossen. Die Betriebseröffnung auf der 45,62 Kilometer langen Gesamtstrecke vom Militärbahnhof Schöneberg nach Kummersdorf fand am 15. Oktober 1875 statt.

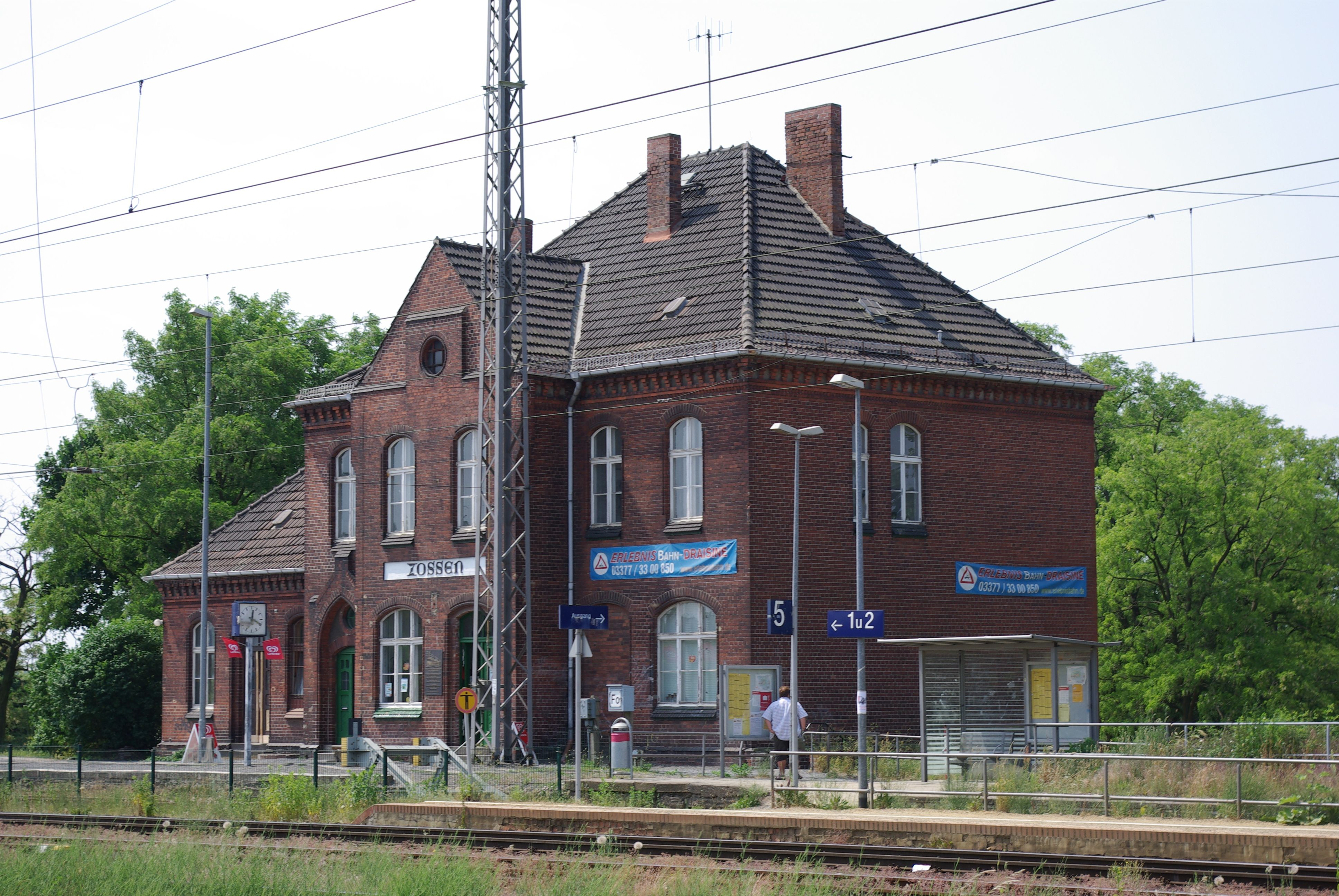
Bahnhof in Zossen

Die Strecke verlief bis Zossen auf einer Länge von etwa 30 Kilometern parallel zur Strecke der Berlin-Dresdener Eisenbahn und bog dann in südwestlicher Richtung über Sperenberg in Richtung Schießplatz ab.
Im Interesse der anliegenden Gemeinden und auf Drängen der Berlin-Dresdener Eisenbahn wurde durch die Militäreisenbahn zunächst der öffentliche Personen- und Güterverkehr zwischen Zossen und Kummersdorf Schießplatz zugelassen. Ab November 1888 wurde auch zwischen Berlin und Zossen der öffentliche Personen- und Güterverkehr aufgenommen. Zuvor mussten Güterwagen für zivile Anschließer im Berliner Militärbahnhof über die Dresdener Bahn transportiert und dann mit extra Kosten in den Militärbahnhof überführt werden. Am 1. Oktober 1891 wurde auf der Bahn der verbilligte Berliner Vororttarif bis Zossen eingeführt.
Am 1. Mai 1897 wurde die Strecke um 25 Kilometer bis Jüterbog Militärbahnhof verlängert. Die dem Militärfiskus gehörende Bahn wurde von der Königlichen Direction der Militäreisenbahn verwaltet.
Ebenfalls 1897 erfolgte der Einbau einer dritten Schiene in das Gleis bei Rehagen-Klausdorf für einen parallelen Schmalspur-Versuchsbetrieb, der aber um 1900 wieder eingestellt wurde. Die dritte Schiene wurde wieder entfernt.

### Schnellfahrversuche 1901–1904

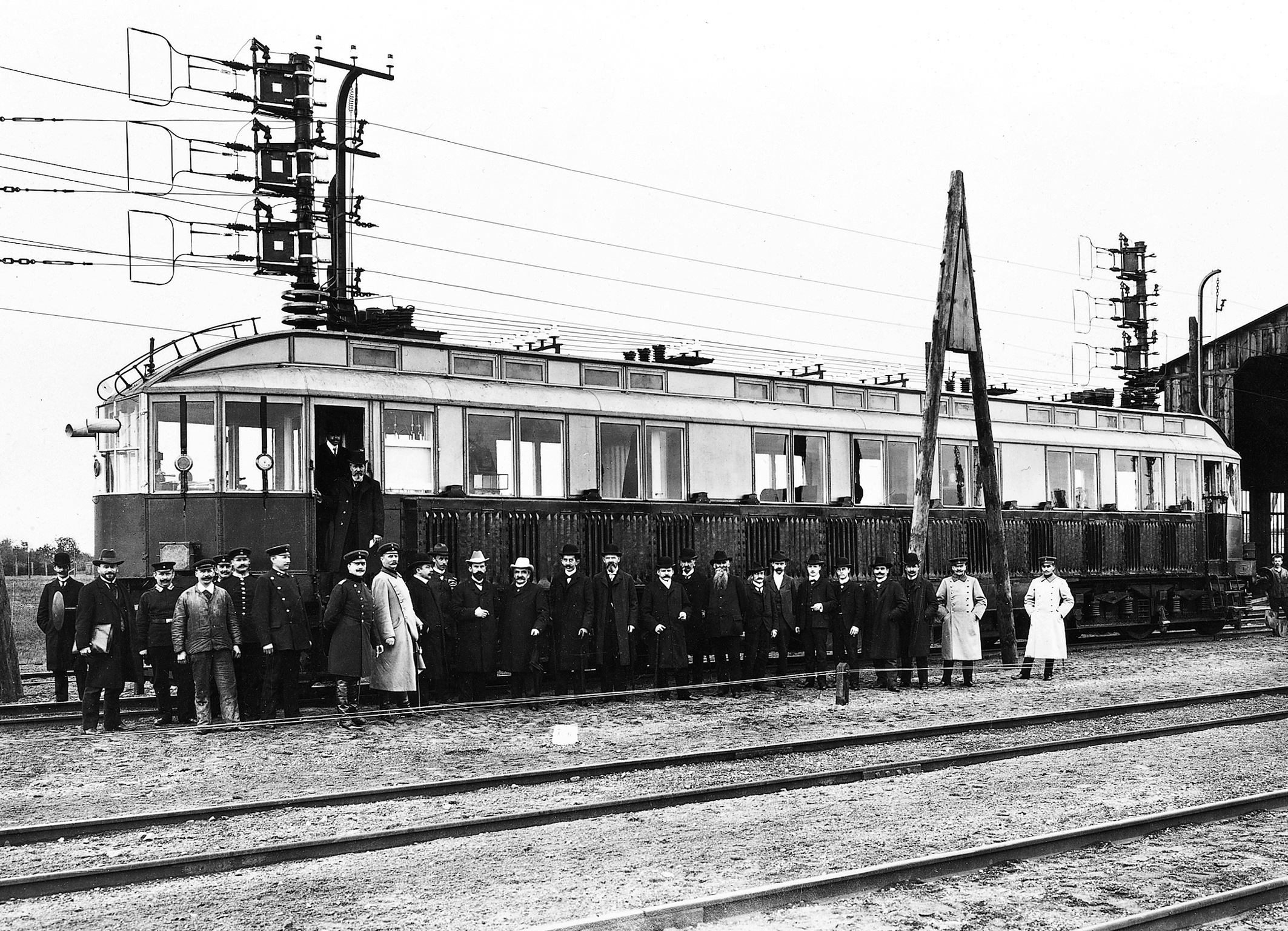
Versuchstriebwagen mit Siemens-Ausrüstung

Ab 1901 erfolgten zwischen Marienfelde und Zossen Versuche mit elektrischen Schnellbahnwagen. Die Strecke wurde dafür durch die am 10. Oktober 1899 gegründete Studiengesellschaft für elektrische Schnellbahnen (u. a. AEG und Siemens & Halske) auf einer Länge von 23 Kilometer mit 6 bis 14 Kilovolt Drehstrom bei 25 bis 50 Hertz elektrifiziert, wobei die dreipolige Oberleitung in etwa fünf bis sieben Meter Höhe seitlich vom Gleis geführt wurde. 1901 wurden auf dieser Strecke erstmals Geschwindigkeiten bis 160 km/h erreicht, nach Verbesserung des Oberbaus und der Fahrzeuge wurde am 7. Oktober 1903 erstmals die 200-km/h-Marke überschritten. Am 28. Oktober 1903 stellte schließlich der Schnellbahnwagen der AEG mit 210,2 km/h einen neuen Weltrekord auf.
Nach Abschluss der Versuche mit den elektrischen Schnellbahnwagen wurden Anfang 1904 zwischen Marienfelde und Zossen
Schnellfahrversuche mit Dampflokomotiven unternommen, bei denen unter anderem die Versuchsdampflokomotive Altona 562 kurzzeitig zum Einsatz kam.

### Nutzung ab 1920
Nach dem Ende des Ersten Weltkriegs untersagte der Versailler Vertrag dem Deutschen Reich auch den Weiterbetrieb der Militäreisenbahn, dieser Truppenteil wurde aufgelöst. Die Bahnanlagen wurde 1920, als die Deutschen Reichseisenbahnen (ab 1921: Deutsche Reichsbahn) geschaffen wurden, der Reichsbahndirektion Berlin zugeschlagen. Im nördlichen Abschnitt zwischen dem Berliner Militärbahnhof und Zossen wurde der Betrieb auf dem Streckengleis parallel zur Dresdener Bahn eingestellt, dieses Gleis wurde ab 1925 abgebaut.
Der Bahnhof Berlin der Militäreisenbahn wurde weiter als Güterbahnhof genutzt. Im März 1924 erhielt er als Tarifbezeichnung den Namen Berlin Kolonnenstraße. Auch die Bahnhofsanlagen in Marienfelde, Mahlow und Rangsdorf wurden weiter für den Güterverkehr genutzt.
Der Streckenabschnitt von Zossen bis Jüterbog wurde nach 1920 als Nebenbahn weiter betrieben. Die militärische Aufrüstung der 1930er Jahre hatte auf die Anlagen der ehemaligen Militärbahn kaum Auswirkungen, es wurden keine großen Veränderungen vorgenommen. Im Zweiten Weltkrieg wurden zwar viele Gebäude beschädigt oder zerstört, es blieben aber dennoch zahlreiche Spuren erhalten.

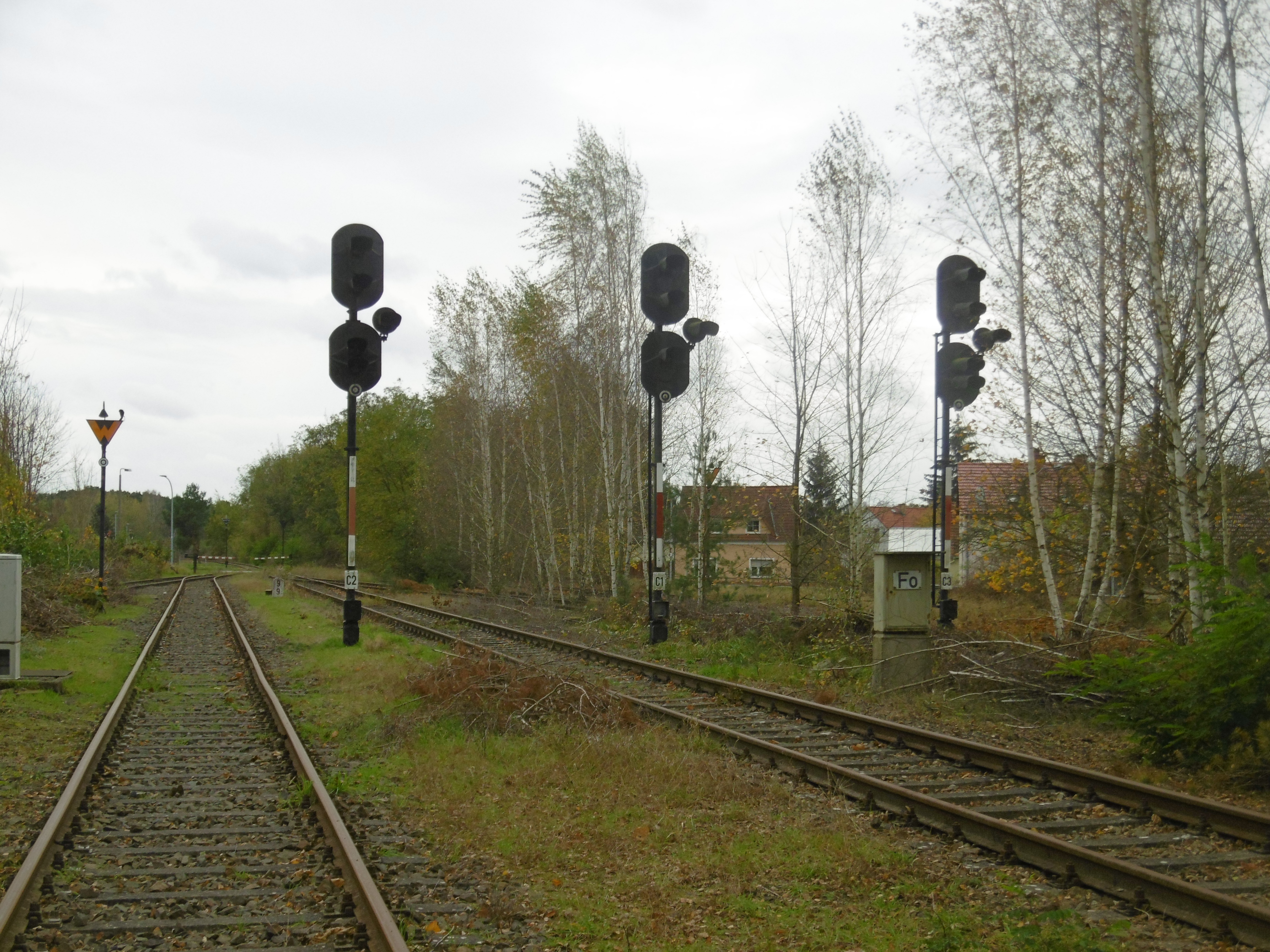
EZMG-Signale in Sperenberg, 2017

Zwischen Zossen und Jüterbog fand noch bis in die 1990er Jahre Personenverkehr statt. Am 2. Juni 1996 wurden sowohl der Güterverkehr auf der Gesamtstrecke wie auch der Personenverkehr auf dem Abschnitt Sperenberg–Jüterbog eingestellt, beim letzten verbliebenen Streckenabschnitt von Zossen nach Sperenberg geschah dies am 18. April 1998.

### Folgenutzung nach Stilllegung des Vollbahnbetriebs

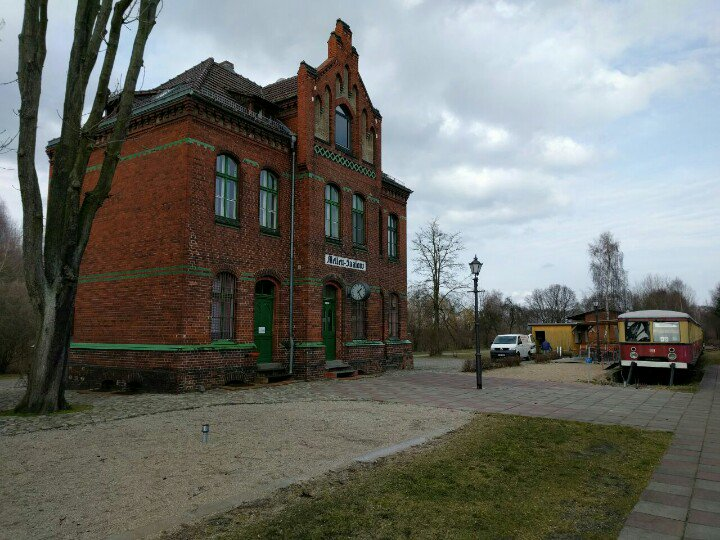
Bahnhof Mellen-Saalow, März 2016

Seit 2002 stehen die im Landkreis Teltow-Fläming erhaltenen Bahnanlagen unter Denkmalschutz. Dies betrifft die Bahnhofsgebäude der Militärbahn in Mahlow und Rangsdorf sowie die gesamte Strecke von Zossen nach Jüterbog mit Gleisen, Bahnhofs- und Nebengebäuden. 2003 verkaufte die Deutsche Bahn AG die Strecke an die Erlebnisbahn GmbH & Co. KG mit Sitz im Bahnhof Zossen, die seitdem zunächst auf der Gesamtstrecke, später auf einem Teilstück (Zossen–Jänickendorf) Draisinen-Fahrten anbietet.